# 1916 en cyclisme
| Années du cyclisme : 1913 - 1914 - 1915 - 1916 - 1917 - 1918 - 1919    |
| Décennies du cyclisme : 1880 - 1890 - 1900 - 1910 - 1920 - 1930 - 1940 |

Les faits marquants de l'année 1916 en cyclisme.

## Par mois

### Juillet
9 juillet : l'Espagnol José Manchon devient champion d'Espagne sur route.
9 juillet : le Suisse Marcel Perrière est champion de Suisse sur route pour la troisième fois.

### Novembre
- 5 novembre : Leopoldo Torricelli gagne le Tour de Lombardie.